# UML Profile for DoDAF/MODAF
Le UML Profile for DoDAF/MODAF (UPDM) est un standard industriel UML de représentation des produits d'architecture DoDAF et des vues MODAF à travers le processus de standardisation de l'Object Management Group (OMG) basé sur une approche d'architecture dirigée par les modèles (Model-driven architecture, MDA) pour les spécifications. 

## Intérêt d'un cadre d'architecture standardisé
Avec un standard industriel, il est possible de construire, de réutiliser, de fusionner, de faire évoluer, d'échanger ou de comparer des modèles d'architecture de façon collaborative. UPDM a l'intention de supporter des communications parmi toutes les parties prenantes et de faciliter les analyses basées sur les architectures informatiques. Avec toujours plus d'intérêt dans la planification des forces pour les opérations de coalition, il devient de plus en plus important d'avoir la possibilité de partager et de rapprocher l'information d'architecture développée par différentes nations qui utilisent un standard de cadre d'architecture industriel. UPDM va aider à améliorer cette situation.
L'utilisation d'un langage de modélisation commun en support au cadre d'architecture va améliorer significativement la qualité, la productivité, et l'efficacité associées à l'architecture et à la modélisation des systèmes de systèmes ; améliorer l'interopérabilité de l'outil et les communications entre parties prenantes ; et reduire les exigences de nouvelles formations pour les différents outils et projets.
DoDAF v1.0 Volume II inclut des conseils pour la représentation des produits d'architecture DoDAF qui utilisent UML. Cependant, ces conseils ne sont pas suffisamment précis ou complets pour assurer des implémentations cohérentes et interopérables par les fournisseurs d'outils UML et des interprétations par les architectes et les utilisateurs de modèles d'architecture produits pas ces outils. Des implémentations différentes de fournisseurs entraînent des problèmes d'interopérabilité entre ces outils et imposent des exigences de formation supplémentaires pour les utilisateurs. Aussi, les conseils actuels d'implémentation DoDAF UML sont basés sur une version antérieure d'UML et ne tirent pas les avantages du support émergent pour la modélisation de systèmes de systèmes, qui est basée sur SysML et UML v2.0.
De plus, les fournisseurs d'outils sont "challengés" pour maintenir tout un ensemble d'adaptations DoDAF, comme MODAF, qui ont été créées pour satisfaire les besoins de plusieurs nationalités. Par exemple, une syntaxe abstraite de profil UML (étendue au métamodèle UML 2.0) a été définie pour que MODAF supporte l'échange de fichiers basés sur XMI entre des outils et des répertoires. Mais l'interopérabilité avec les outils DoDAF sera difficile parce que MODAF a fait des modifications mineures aux produits DoDAF et a ajouté deux nouveaux points de vue.

## Solutions proposées

### Team Alpha
Cette équipe, conduite par Telelogic, Raytheon, Lockheed Martin, Adaptive, Inc., Artisan Software, BAE Systems, No Magic, Sparx Systems et Thales ainsi que par d'autres fournisseurs et sous-traitants propose une solution basée sur SysML qui incorpore aussi des BPDM lorsque cela semble approprié.

### Team One
Cette équipe, conduite par IBM, SAIC, CSCI, Northrop Grumman, EmbeddedPlus, ainsi que par d'autres fournisseurs et sous-traitants, propose une solution basée sur UML.

### Proposition unifiée
Team Alpha and Team 1 ont soumis une proposition unifiée en mars 2007. Deux niveaux de conformité sont proposés : ils correspondent au support d'un profil basé sur UML et d'un profil UML+OMG SysML profile.

## Source
- (en) Cet article est partiellement ou en totalité issu de l’article de Wikipédia en anglais intitulé « UPDM » (voir la liste des auteurs).